# Copa Alagipe
De Copa Alagipe was een eenmalige vriendschappelijke competitie voor voetbalclubs uit de staten Alagoas en Sergipe. De competitie werd gespeeld van 17 augustus tot 26 oktober 2005 en werd gewonnen door ASA.

## Eerste fase
De clubs werden per staat verdeeld in een groep. De clubs uit groep A speelden heen en terug tegen de clubs uit groep B, dus enkel tegen clubs uit een andere staat. De twee best gekwalificeerden van elke groep plaatsten zich voor de tweede fase, waarin de club uit dezelfde groep het tegen elkaar opnamen heen en terug. De winnaar hiervan plaatste zich voor de finale.

### Groep A
| Plaats | Club        | Wed. | W | G | V | Saldo | Ptn. |
| ------ | ----------- | ---- | - | - | - | ----- | ---- |
| 1.     | ASA         | 8    | 4 | 2 | 2 | 12:11 | 14   |
| 2.     | Corinthians | 8    | 4 | 1 | 3 | 18:10 | 13   |
| 3.     | Coruripe    | 8    | 3 | 3 | 2 | 9:11  | 12   |
| 4.     | CSA         | 8    | 1 | 5 | 2 | 10:11 | 8    |

|  | Geplaatst voor tweede fase |

### Groep B
| Plaats | Club       | Wed. | W | G | V | Saldo | Ptn. |
| ------ | ---------- | ---- | - | - | - | ----- | ---- |
| 1.     | Itabaiana  | 8    | 4 | 3 | 1 | 11:9  | 15   |
| 2.     | Lagartense | 8    | 3 | 4 | 1 | 21:15 | 13   |
| 3.     | Confiança  | 8    | 2 | 3 | 3 | 10:9  | 9    |
| 4.     | Sergipe    | 8    | 0 | 1 | 7 | 1:17  | 1    |

|  | Geplaatst voor tweede fase |

## Tweede fase
|  | Halve finale | Halve finale | Halve finale |   |            | Finale | Finale | Finale |
|  |              |              |              |   |            |        |        |        |
|  | Lagartense   | 3            | 1            |   |            |        |        |        |
|  | Itabaiana    | 1            | 2            |   |            |        |        |        |
|  | Itabaiana    | 1            | 2            |   | Lagartense | 0      | 0      |        |
|  |              |              |              |   | Lagartense | 0      | 0      |        |
|  |              | ASA          | 1            | 1 |            |        |        |        |
|  | Corinthians  | ASA          | 1            | 1 | 1          | 0      |        |        |
|  | Corinthians  |              |              |   | 1          | 0      |        |        |
|  | ASA          | 1            | 2            |   |            |        |        |        |

Details finale
|                 |            |            |     |                                       |
| 22 oktober Heen | Lagartense | 0 – 1      | ASA | Barretão, Lagarto Toeschouwers: 2.723 |
| 22 oktober Heen |            | 60' Márcio |     | Barretão, Lagarto Toeschouwers: 2.723 |

|                  |                  |       |            |                                                    |
| 26 oktober Terug | ASA              | 1 – 0 | Lagartense | Municipal Arapiraca, Arapiraca Toeschouwers: 3.392 |
| 26 oktober Terug | Tico Mineiro 46' |       |            | Municipal Arapiraca, Arapiraca Toeschouwers: 3.392 |

|  | ASA | Lagartense |

### Kampioen
| Copa Alagipe de 2005    |
| Alagoas                 |
| ----------------------- |
| ASA Kampioen (1° titel) |